# 博柏利
Burberry集團公衆有限公司（英語：Burberry Group plc），通譯為“巴寶莉”、勃贝雷、博柏利等，是一家英国服裝和奢侈品公司，始于1856年，銷售服装和配饰。它独具特色的花呢格纹图案是其最受仿冒所累的商標之一。Burberry以风衣著称，Burberry Trench（“戰壕”）风衣的早期雏形为 Tielocken 军装大衣，是创始人托馬·勃貝雷（Thomas Burberry）專爲英軍戰壕戰的需要而設計，其防水原料獲得专利保護。该款大衣采用单一束带和扣环开襟设计，衣领仅设有一颗纽扣。Burberry公司在世界各地经营自身品牌门店、授权特许经营商店，并在第三方店铺里通过特许专柜形式销售。Burberry获得英国女王伊丽莎白二世与威尔士亲王查尔斯王子颁授的皇家御用徽章。Burberry集团名列伦敦证券交易所，並跻身富时100指数组成股之一。
据分析，2013年“Burberry”在全球价值最高品牌排名中位列全球第77名。

## 历史

### 早期历史，19世纪

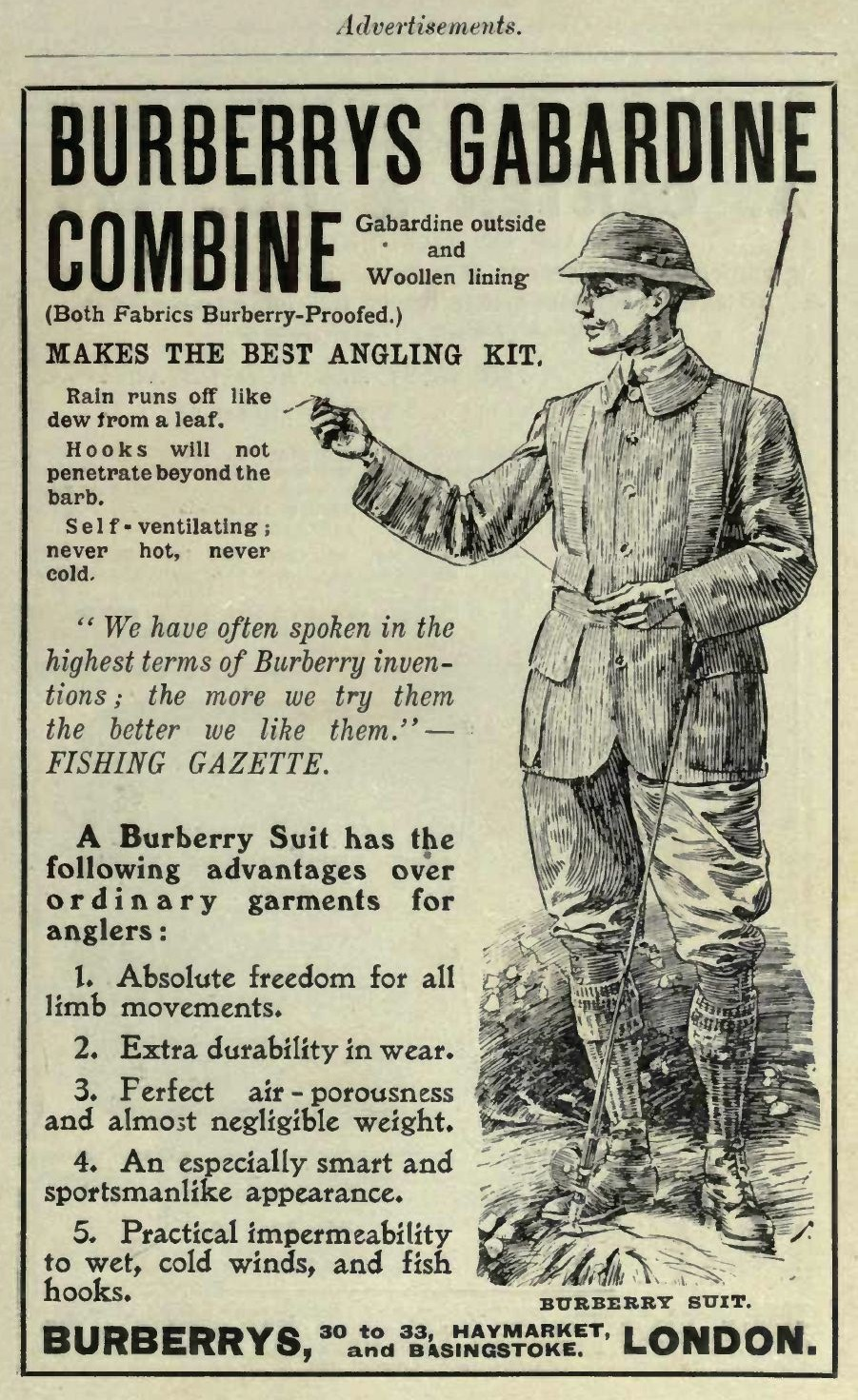
1908年的“巴寶莉记”广告

Burberry品牌创建于 1856 年，当时21岁、原来在布衣店做学徒的托馬·勃貝雷，在英国英格兰汉普郡东北部的小鎮貝辛斯托克开了自己的店铺。到1870年的时候，依靠注重开发户外服饰，勃貝雷的生意成为知名店铺。在1879年，托馬·勃貝雷发明了革新性的防风雨嘎巴甸面料（Gabardine）, 该棉质面料不仅具有防渗雨功能，实用耐穿的同时，且质地透气轻便，让厚重不堪的传统雨衣服饰焕然新生。旧式的防雨衣料，多是织成布匹后在一面涂刷橡胶，僵硬且沉重。嘎巴甸面料的出现改善了上述情况，受到欢迎，并在1888年获得专利。
“Burberry”是公司原来的名字, 但很快因为来自世界各地的顾客开始称它为“伦敦巴寶莉记”（Burberry's of London），公司就改用“Burberrys”（巴寶莉记）。至今在很多较老的巴寶莉产品上依然能够看到这个名字。
1891年，巴寶莉在伦敦干草场街（the Haymarket）开设第一家店, 这家店至今犹在，并且直到最近都是巴寶莉的公司总部。现在的总部位于西敏的马渡大楼（Horseferry House），就在英国国会大楼的后面。

### 20世纪

“Burberry 格纹”

1901年，托馬·勃貝雷设计了“马术骑士徽标”标志，此商标中包含了拉丁文单词 "PRORSUM"，意为“前进”，托馬·勃貝雷将此标志注册了商标。1911年托馬·勃貝雷受探险家罗尔德·亚孟森和欧内斯特·沙克尔顿指定为着装供应商——亚孟森穿着Burberry嘎巴甸服饰成为第一次到达南极点的人，沙克尔顿则在1914年带探险队穿越南极洲。1924年乔治·马洛里穿着Burberry嘎巴甸面料防护服装试图登上珠穆朗瑪峰。
1914年，英国战争部（War Office）授命托馬·勃貝雷改造当时的军官服装以适应现代的战争环境，于是“战壕大衣”（Trench Coat），即现在所称“风衣”诞生了。战后，“战壕大衣”受到平民广泛欢迎，成为了作为普通穿着的“风衣”。20世纪20年代，标志性的“Burberry格纹”作为风衣内里花纹开始使用。
托馬·勃貝雷也设计制造航空用服饰。1937年，托馬·勃貝雷资助了飞行家克劳斯顿（A.E.Clouston）和柯比－格林（Betty Kirby-Green）打破伦敦至开普敦速度记录的飞行。
直到1955年，巴寶莉品牌一直是独立公司，此年被ＧＵＳ公司（Great Universal Stores）收购。
自20世纪中期，纺织业普及化学纤维，可制作更为轻便防水的服装。嘎巴甸的实用意义减小，转而成为奢侈品，博柏利的产品也从防风防寒的特殊服装转向时装市场。
20世纪70年代，巴寶莉品牌为英国足球流氓文化中的“休闲”（Casuals）亚文化人士所热衷，以致到了90年代巴寶莉在英国主要和足球流氓团伙联系起来，到了20世纪末则成为“Chav”（教育程度较低、着装品味较差的社会底层年轻人）。

为了应对这一变化，巴寶莉进行了一系列的品牌拯救措施，例如在1998年将品牌名改回“Burberry”。

### 21世纪
2001年，巴寶莉改聘设计师贝利（Christopher Bailey）為創意總監，同時改用PRORSUM作為時裝秀發表系列。股东GUS在2005年抛售剩余股份，退出了Burberry。

Burberry集团于2002年在伦敦上市。同时，Burberry继续推进亚洲生意，2005年日本成衣销售额达到4.35亿欧元。

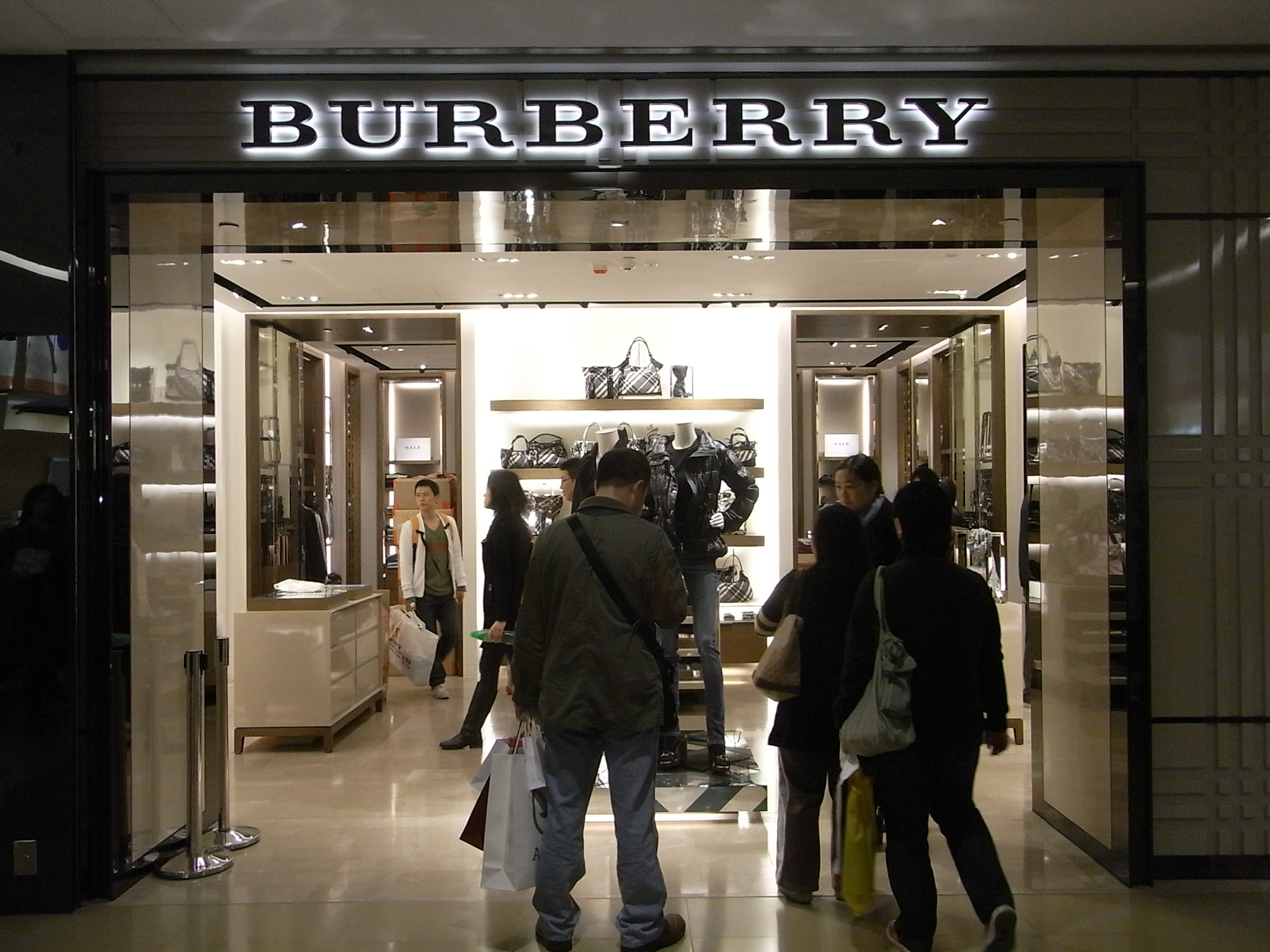
位于香港尖沙嘴的博柏利门店

2006年，Angela Ahrendts上任Burberry執行長，改变了之前的通过商标授权达到大众市场的策略，并着手改变“Chav”形象，包括在公司的90%的产品上不再使用Vintage格纹，并将西班牙授权生意（占集团营业额的20%）回收。2006年开始，Burberry在美国、英国和欧盟陆续开始网上销售。
近年，Burberry开始在时尚杂志上刊登广告，并聘用知名演员、模特出镜，例如2009到2010年的艾瑪·沃特森。2010年开始，Burberry开始经营化妆品。
至2013年，Burberry营业额已增至20亿英镑，股票价值自上市起翻了三番，约值70亿英镑。虽然Burberry仍然鼓吹其英国联系，到2012年只有两家工厂仍在英国：一家在卡索佛德（Castleford）生产雨衣，另一家是在基利（Keighley）的小型工厂。
Burberry於2013年開始提供Runway Made To Order服務，顧客於時裝秀結束後即可透過網路商店購買走秀款時裝與配件並提供個人訂製化服務，顧客可於購買商品上縫製個人吊牌或標記，同時亦是少數於時裝秀後即可購買最新時裝的精品品牌。
2018年3月，Riccardo Tisci接棒Christopher Bailey創作總監的位置，并更新Logo和印花标志。同年8月, Burberry在社群網站上公布新的品牌標誌。同月，Tisci公布新的品牌方針，表示由9月發表的2019春夏季開始，品牌將全面停止使用動物皮草，同時也不會消毀滯銷的商品。
Burberry 於 2022年 9 月 28 日宣布，Daniel Lee 成為新任全球創意總監，而這一次，Burberry 還是回到了真正的英國設計師手上。